# Улица Цвиллинга (Екатеринбург)
У́лица Цви́ллинга (прежнее название: Гилёвская) — улица в жилом районе «Южный» Ленинского (дома севернее пересечения с улицей Щорса) и Октябрьского административных районов Екатеринбурга.

## Происхождение и история названий
Первоначальное название улицы — Гилёвская, вероятно, связано с фамилией первых поселенцев, впервые оно зафиксировано на городском плане 1845 года. Своё современное название улица получила в советское время в честь активного участника Гражданской войны на Урале Самуила Моисеевича Цвиллинга (1891—1918), погибшего в бою с белогвардейцами.

## Расположение и благоустройство
Улица Цвиллинга идёт с севера на юг между улицами Белинского и Машинной. Начинается от пересечения с улицей Фурманова и заканчивается после пересечения с Циолковского, подходя, но не пересекаясь, к улице Луганской. Пересекается с улицей Щорса и траекторией улицы Отто Шмидта (на этом участке застроена). Справа на улицу выходит улица Фрунзе. Протяжённость улицы составляет 1155 метров. Ширина проезжей части в среднем около 4-6 м (по одной полосе в каждую сторону движения).
Светофоров и нерегулируемых пешеходных переходов на протяжении улицы Цвиллинга не имеется. На отдельных участках улица оборудована тротуарами.

## История
Общее направление улицы было спланировано ещё проектной частью генерального плана Екатеринбурга 1804 года, но более конкретно улица обозначена планом 1829 года. Застройка улицы была начата ближе к концу 1820-х годов. Первый квартал улицы прилегал к реке Исети и до начала XX века оставался единственным застроенным.
Согласно результатам городской переписи 1887 года на улице насчитывалось семь домовладений, два из которых являлись «пустопорожними местами», то есть были незастроенными. На чётной стороне улицы, вблизи реки, находился полукаменный двухэтажный дом с флигелем купца 2-й гильдии С. П. Широкова, торговавшего кожевенным товаром. Рядом с купцом жили наследники А. Н. Скорнякова, владевшие одноэтажным деревянным домом. Затем шла усадьба с двухэтажным деревянным домом купца Г. Г. Щербакова, владельца салотопенного, мыловаренного и свечного заводов, размещавшихся на Елизаветинском тракте. Последним домом на чётной стороне улицы была деревянная «изба» В. С. Тяпковой. На нечётной стороне находился лишь один деревянный двухэтажный дом наследников мещанина Ф. В. Сухарева.
К 1913 году на улице имелось то же число усадеб, что и в 1887 году, только сменились некоторые их владельцы: на месте В. С. Тяпковой поселился мещанин Т. Ф. Дорофеев, а купец И. С. Соколов купил у Сухаревых их домовладение в дополнение к двум уже имевшимся усадьбам в центре города. В начале XX века на улице была основана химическая фабрика В. В. Гагариной, выпускавшая чернила.
Застройка улицы к югу продолжалась в 1930-е и 1940-е годы. В 1970-е годы улица Цвиллинга была застроена среднеэтажными жилыми домами типовых серий, а также административно-промышленной застройкой.

## Здания и сооружения
Внимание! Этот раздел содержит информацию по состоянию на май 2012 года
По нечётной стороне:
- № 3 — АЗС;
- № 7— этажный -квартирный ный жилой дом 19 года постройки;
- № 7 ч, щ, э — административно-промышленная застройка;
- № 15 — детский сад № 49;
- № 53 — 5-этажный 118-квартирный панельный жилой дом 1978 года постройки;

По чётной стороне:
- № 2 — одноэтажное административное здание;
- № 4 — четырёхэтажное административное здание;
- № 6 — пятиэтажное административное здание;
- № 14 — общеобразовательная школа-интернат «Эверест»;
- № 16 — 5-этажный 70-квартирный кирпичный жилой дом 1973 года постройки;
- № 18 — 5-этажный 100-квартирный кирпичный жилой дом 1972 года постройки;
- № 20 — 5-этажный 70-квартирный кирпичный жилой дом 1972 года постройки;
- № 42 — 5-этажный 90-квартирный панельный жилой дом 1973 года постройки;
- № 48 — 5-этажный 100-квартирный блочный жилой дом 1972 года постройки.

## Транспорт

### Наземный общественный транспорт
Движение наземного общественного транспорта по улице не осуществляется. Ближайшие к улице остановки общественного транспорта — «Фрунзе» (перекрёсток Фрунзе—Белинского), «Щорса» (перекрёсток Щорса—Белинского), «Авиационная» (перекрёсток Белинского—Авиационная).

### Ближайшие станции метро
В 1000 м западнее перекрёстка улиц Цвиллинга-Щорса находится станция метро «Чкаловская». В 800 м юго-западнее конца улицы находится станция метро «Ботаническая».